# Onesia nigra
Onesia nigra este o specie de muște din genul Onesia, familia Calliphoridae, descrisă de Kurashashi în anul 1987. Conform Catalogue of Life specia Onesia nigra nu are subspecii cunoscute.